# Giorgos Giakoumakis
Giorgos Giakoumakis (en griego: Γιώργος Γιακουμάκης; Heraclión, 9 de diciembre de 1994) es un futbolista griego que juega en la posición de delantero para el PAOK de Salónica F. C. de la Superliga de Grecia.

## Selección nacional
Tras jugar con la selección sub-21 de Grecia, finalmente hizo su debut con la selección absoluta el 11 de noviembre de 2020 en un encuentro amistoso contra Chipre, partido que finalizó con un resultado de 2-1 a favor del combinado griego tras los goles de Christos Tzolis y del propio Giakoumakis para Grecia, y de Marios Ilia para Chipre.

### Goles internacionales
| # | Fecha                   | Estadio                          | Oponente | Gol | Resultado | Competición                         |
| - | ----------------------- | -------------------------------- | -------- | --- | --------- | ----------------------------------- |
| 1 | 11 de noviembre de 2020 | Georgios Kamaras, Atenas, Grecia | Chipre   | 2–0 | 2-1       | Amistoso                            |
| 2 | 12 de junio de 2022     | Panthessaliko, Volos, Grecia     | Kosovo   | 1–0 | 2-0       | Liga de Naciones de la UEFA 2022-23 |
| 3 | 13 de octubre de 2023   | Aviva, Dublín, Irlanda           | Irlanda  | 0–1 | 0-2       | Clasificación para la Eurocopa 2024 |

## Clubes
| Club                          | País           | Año       |
| ----------------------------- | -------------- | --------- |
| P. O. Atsaleniou              | Grecia         | 2011-2012 |
| Platanias F. C.               | Grecia         | 2012-2014 |
| Episkopi F. C. (cedido)       | Grecia         | 2014      |
| Platanias F. C.               | Grecia         | 2014-2017 |
| AEK Atenas F. C.              | Grecia         | 2017-2019 |
| O. F. I. Creta F. C. (cedido) | Grecia         | 2019      |
| AEK Atenas F. C.              | Grecia         | 2019-2020 |
| Górnik Zabrze (cedido)        | Polonia        | 2020      |
| VVV-Venlo                     | Países Bajos   | 2020-2021 |
| Celtic F. C.                  | Escocia        | 2021-2023 |
| Atlanta United F. C.          | Estados Unidos | 2023-2024 |
| C. F. Cruz Azul               | México         | 2024-2025 |
| PAOK de Salónica F. C.        | Grecia         | 2025-     |

## Estadísticas
Actualizado al último partido jugado el 1 de junio de 2025.
| Club                                  | Div.                | Temporada           | Liga  | Liga  | Liga   | Copas nacionales | Copas nacionales | Copas nacionales | Torneos internacionales | Torneos internacionales | Torneos internacionales | Total | Total | Total  |
| Club                                  | Div.                | Temporada           | Part. | Goles | Asist. | Part.            | Goles            | Asist.           | Part.                   | Goles                   | Asist.                  | Part. | Goles | Asist. |
| ------------------------------------- | ------------------- | ------------------- | ----- | ----- | ------ | ---------------- | ---------------- | ---------------- | ----------------------- | ----------------------- | ----------------------- | ----- | ----- | ------ |
| P. O. Atsaleniou · Grecia             | 3.ª                 | 2011-12             | 23    | 8     | 0      | —                | —                | —                | —                       | —                       | —                       | 23    | 8     | 0      |
| P. O. Atsaleniou · Grecia             | Total club          | Total club          | 23    | 8     | 0      | 0                | 0                | 0                | 0                       | 0                       | 0                       | 23    | 8     | 0      |
| Platanias F. C. · Grecia              | 1.ª                 | 2012-13             | 9     | 0     | 0      | 3                | 0                | 0                | —                       | —                       | —                       | 12    | 0     | 0      |
| Platanias F. C. · Grecia              | 1.ª                 | 2013-14             | 5     | 0     | 1      | —                | —                | —                | —                       | —                       | —                       | 5     | 0     | 1      |
| Platanias F. C. · Grecia              | 1.ª                 | 2014-15             | 9     | 1     | 0      | 1                | 0                | 0                | —                       | —                       | —                       | 10    | 1     | 0      |
| Platanias F. C. · Grecia              | 1.ª                 | 2015-16             | 10    | 2     | 1      | —                | —                | —                | —                       | —                       | —                       | 10    | 2     | 1      |
| Platanias F. C. · Grecia              | 1.ª                 | 2016-17             | 26    | 11    | 3      | 4                | 1                | 0                | —                       | —                       | —                       | 30    | 12    | 3      |
| Platanias F. C. · Grecia              | Total club          | Total club          | 59    | 14    | 5      | 8                | 1                | 0                | 0                       | 0                       | 0                       | 67    | 15    | 5      |
| Episkopi F. C. (cedido) · Grecia      | 2.ª                 | 2013-14             | 11    | 2     | 1      | —                | —                | —                | —                       | —                       | —                       | 11    | 2     | 1      |
| Episkopi F. C. (cedido) · Grecia      | Total club          | Total club          | 11    | 2     | 1      | 0                | 0                | 0                | 0                       | 0                       | 0                       | 11    | 2     | 1      |
| AEK Atenas F. C. · Grecia             | 1.ª                 | 2017-18             | 11    | 1     | 0      | 6                | 1                | 0                | 4                       | 0                       | 0                       | 21    | 2     | 0      |
| AEK Atenas F. C. · Grecia             | 1.ª                 | 2018-19             | 6     | 0     | 0      | 2                | 1                | 2                | 3                       | 0                       | 0                       | 11    | 1     | 2      |
| AEK Atenas F. C. · Grecia             | 1.ª                 | 2019-20             | 13    | 0     | 0      | 1                | 0                | 0                | 2                       | 0                       | 0                       | 16    | 0     | 0      |
| AEK Atenas F. C. · Grecia             | Total club          | Total club          | 30    | 1     | 0      | 9                | 2                | 2                | 9                       | 0                       | 0                       | 48    | 3     | 2      |
| O. F. I. Creta F. C.(cedido) · Grecia | 1.ª                 | 2018-19             | 12    | 3     | 1      | —                | —                | —                | —                       | —                       | —                       | 12    | 3     | 1      |
| O. F. I. Creta F. C.(cedido) · Grecia | Total club          | Total club          | 12    | 3     | 1      | 0                | 0                | 0                | 0                       | 0                       | 0                       | 12    | 3     | 1      |
| Górnik Zabrze (cedido) · Polonia      | 1.ª                 | 2020                | 12    | 3     | 1      | —                | —                | —                | —                       | —                       | —                       | 12    | 3     | 1      |
| Górnik Zabrze (cedido) · Polonia      | Total club          | Total club          | 12    | 3     | 1      | 0                | 0                | 0                | 0                       | 0                       | 0                       | 12    | 3     | 1      |
| VVV-Venlo · Países Bajos              | 1.ª                 | 2020-21             | 30    | 26    | 1      | 3                | 3                | 1                | —                       | —                       | —                       | 33    | 29    | 2      |
| VVV-Venlo · Países Bajos              | Total club          | Total club          | 30    | 26    | 1      | 3                | 3                | 1                | 0                       | 0                       | 0                       | 33    | 29    | 2      |
| Celtic F. C. Escocia                  | 1.ª                 | 2021-22             | 21    | 13    | 1      | 3                | 4                | 0                | 5                       | 0                       | 0                       | 29    | 17    | 1      |
| Celtic F. C. Escocia                  | 1.ª                 | 2022-23             | 19    | 6     | 1      | 3                | 2                | 0                | 6                       | 1                       | 0                       | 28    | 9     | 1      |
| Celtic F. C. Escocia                  | Total club          | Total club          | 40    | 19    | 2      | 6                | 6                | 0                | 11                      | 1                       | 0                       | 57    | 26    | 2      |
| Atlanta United F. C. Estados Unidos   | 1.ª                 | 2023                | 30    | 19    | 2      | —                | —                | —                | 2                       | 0                       | 0                       | 32    | 19    | 2      |
| Atlanta United F. C. Estados Unidos   | 1.ª                 | 2024                | 11    | 5     | 3      | —                | —                | —                | —                       | —                       | —                       | 11    | 5     | 3      |
| Atlanta United F. C. Estados Unidos   | Total club          | Total club          | 41    | 24    | 5      | 0                | 0                | 0                | 2                       | 0                       | 0                       | 43    | 24    | 5      |
| Cruz Azul · México                    | 1.ª                 | 2023-24             | —     | —     | —      | —                | —                | —                | 4                       | 0                       | 0                       | 4     | 0     | 0      |
| Cruz Azul · México                    | 1.ª                 | 2024-25             | 34    | 9     | 7      | —                | —                | —                | 2                       | 0                       | 0                       | 36    | 9     | 7      |
| Cruz Azul · México                    | Total club          | Total club          | 34    | 9     | 7      | 0                | 0                | 0                | 6                       | 0                       | 0                       | 40    | 9     | 7      |
| PAOK de Salónica F. C. · Grecia       | 1.ª                 | 2025-26             | 0     | 0     | 0      | 0                | 0                | 0                | 0                       | 0                       | 0                       | 0     | 0     | 0      |
| PAOK de Salónica F. C. · Grecia       | Total club          | Total club          | 0     | 0     | 0      | 0                | 0                | 0                | 0                       | 0                       | 0                       | 0     | 0     | 0      |
| Total en su carrera                   | Total en su carrera | Total en su carrera | 292   | 109   | 23     | 26               | 12               | 3                | 28                      | 1                       | 0                       | 346   | 122   | 27     |

## Palmarés

### Títulos nacionales
| Título                     | Club             | País    | Año  |
| -------------------------- | ---------------- | ------- | ---- |
| Superliga de Grecia        | AEK Atenas F. C. | Grecia  | 2018 |
| Copa de la Liga de Escocia | Celtic F. C.     | Escocia | 2022 |
| Scottish Premiership       | Celtic F. C.     | Escocia | 2022 |

### Títulos internacionales
| Título                           | Club            | Sede             | Año  |
| -------------------------------- | --------------- | ---------------- | ---- |
| Copa de Campeones de la Concacaf | C. F. Cruz Azul | Ciudad de México | 2025 |